# Flashman contre les hommes invisibles
Pour les articles homonymes, voir Flashman.
Pour plus de détails, voir Fiche technique et Distribution.
Flashman contre les hommes invisibles (Flashman) est un film franco-italien réalisé par Mino Loy, sorti en 1967.

## Synopsis
Après qu'un professeur a réussi à inventer une substance permettant de devenir invisible, ce dernier se fait assassiner par Kid, qui compte bien en profiter pour pouvoir cambrioler les plus grandes banques.

## Fiche technique
- Titre : Flashman contre les hommes invisibles
- Titre original : Flashman
- Réalisation : Mino Loy
- Scénario : Ernesto Gastaldi
- Production : Mino Loy et Luciano Martino
- Société de production : Zenith Cinematografica
- Musique : Franco Tamponi
- Photographie : Floriano Trenker
- Montage : Eugenio Alabiso
- Pays d'origine : Italie, France
- Format : Couleurs - 2,35:1 - Mono - 35 mm
- Genre : Action et science-fiction
- Durée : 96 minutes
- Dates de sortie : 8 avril 1967 (Italie), février 1968 (France)

## Distribution
- Paolo Gozlino : Lord Alexei Burman / Flashman
- Claudie Lange : Helene Alika in VO
- Ivano Staccioli : Kid
- Jack Ary : l'inspecteur Baxter
- Micaela Pignatelli
- Anne Marie Williams
- Seyna Seyn
- Emilio Messina
- Dada Gallotti
- Marisa Traversi
- Sidi Del Burgo
- Mirella Pamphili

## Autour du film
- Jack Ary avait déjà tourné sous la direction du cinéaste dans Nous, les filles du monde (1963) et La mort paye en dollars (1966).